# ولاستا دکانووا
ولاستا دکانووا (به انگلیسی: Vlasta Děkanová) ژیمناست زادهٔ ۵ سپتامبر ۱۹۰۹ میلادی اهل کشور چکسلواکی بود.